# Kurtis Stryker
Kurtis Stryker es un personaje en la serie de juegos de lucha Mortal Kombat. Stryker era uno de los guerreros escogidos en el Mortal Kombat 3, guerreros cuyas almas fueron protegidas contra las técnicas de corrupción o las capacidades de robar alma de Shao Kahn y sus subalternos.
Al principio era un policía en una ciudad grande sobre la Costa Oriental de Estados Unidos; empleó sus armas modernas, como bombas, armas y un bastón PR34 en la batalla contra las fuerzas de Kahn. Stryker es un hombre fuerte que viste una camisa blanca azul, botas de combate, gunbelt, pantalones negros de policía y una gorra hacia atrás.
Kurtis Stryker se caracteriza por pelear en soledad, desde la última entrega hasta la fecha de MK (MK 9) sufrió un radical cambio en su aspecto, movilidad y habilidades, entre sus ataques constan los Tassers, granadas de mano, una metralleta muy similar a una H&K MP5 y la conocida arma antidisturbios, llamada en este caso "Nightstick" popularmente conocida como macana o tonfa.
Con respecto a la apariencia de Kurtis Stryker, se puede decir que ha cambiado desde el prospecto "policía antidisturbios" que se tenía en MK3 hasta el de "Comando Antiterrorista" en MKA, esto se puede decir debido a su traje alternativo, el cual cuenta con cintos, camuflajes y pasamontañas al estilo de las fuerzas especiales de Estados Unidos.

## Historia
Kurtis Stryker es un ex Marine que había servido en la Guerra del Golfo. Durante los eventos de Mortal Kombat 3, fue el líder de la Brigada de Control de Disturbios cuando se abrió el portal de Outworld sobre una gran ciudad de Estados Unidos (especificada en juegos posteriores como Nueva York). Stryker intentó mantener el orden entre la población en el caos subsiguiente, pero pronto todas las almas humanas fueron tomadas por Shao Kahn, con la excepción de las que pertenecían a los guerreros elegidos. Inicialmente ignorante de por qué era una de las pocas almas que se salvaron después de la invasión, Stryker recibió una visión de Raiden, instruyéndole a dirigirse hacia el oeste para reunirse con los otros guerreros elegidos y aprender sobre la importancia de su supervivencia. Luego entró en la refriega con la intención de vengar las vidas de los inocentes que había jurado proteger y servir. Junto con los otros guerreros, Stryker ayudó a liberar el Reino de la Tierra de las garras de Shao Kahn.
En el modo historia de Mortal Kombat 9 Stryker es líder de un equipo de SWAT junto a Kabal que se une a Raiden y sus seguidores en repeler la invasión de Outworld. Más tarde es asesinado, junto con la mayoría de los héroes del Reino de la Tierra, por Sindel y posteriormente resucitado por Quan Chi. Stryker aparece brevemente en Mortal Kombat X como un vengador que lucha por Quan Chi y Shinnok.

## Apariciones en los juegos
Mortal Kombat 3 / Ultimate Mortal Kombat 3 / Mortal Kombat Trilogy / Mortal Kombat Armageddon / Mortal Kombat 2011 / Mortal Kombat X.

### Biografía
Cuando el portal del Outworld sobre una larga ciudad en Norte América, el pánico y el caos perdieron control. Kurtis Stryker era el líder de una brigada de control cuando Shao Kahn empezó a tomar las almas. Él se encuentra a sí mismo como el único sobreviviente de una ciudad alguna vez habitada por millones.

### Movimientos Especiales
- Granada Alta: Inclinando su cuerpo toma su mano y lanza unas tres granadas negras, es a larga distancia y produciendo combustiones que confunden al oponente.
- Granada Baja: Inclinando su cuerpo toma su mano y lanza unas tres granadas negras, es a corta distancia y produciendo combustiones que confunden al oponente.
- Viaje de Bastón: Tomando su bastón y chocándolo en el piso, lo arrastra con una barrida prolongada atrapa al oponente y luego deteniéndose levanta el bastón y lanza hasta el otro extremo el cuerpo oponente.
- Tiro de Bastón: A corta distancia del oponente toma su bastón, compactando su cuerpo, lanza su bastón alargándolo y derribando al oponente.
- Ráfaga de Proyectiles: Utilizado en UMK3. Compactando su cuerpo saca su pistola y dispara cuatro esferas de poder o balas que hacen retroceder al oponente.

### Fatality
- Cuerpo Explosivo: En cercanía al oponente, saca un grupo de explosivos con un cronómetro, los amarra al oponente, se aleja y se cubre los oídos, el cuerpo explotará dejando sangre y huesos.
- Cinturón Eléctrico: Compacta su cuerpo y desenfunda su correa, la cual se extiende y libera un cargador eléctrico, con ello atrapará al oponente y liberará el voltaje, el oponente quedará electrocutado y muerto.
- Friendship: Saca de sus bolsillos un letrero que dice Stop, y con un silbato hará que salgan corriendo todos los personajes, menos él mismo, el personaje oculto ni los jefes.
- Babality: Un bebé de tez blanca, con su indumentaria pero con pañales y descalzo, incluye su gorra.
- Animality: Transformación en un dinosaurio de la especie "t-rex", color rojo fosforescente, a corta distancia devorará la mitad del cuerpo del oponente.
- Brutality: Utilizado desde UMK3. Combo de once golpes por el cual hace implosionar el cuerpo de su oponente en restos y charcos de sangre.

### Fínal
Ignorando porque su alma fue perdonada por la Invasión del Outworld, Stryker recibe una visión de Raiden. Le dieron instrucciones de ir al oeste. Él finalmente conoce al resto de los guerreros de la Tierra y se da cuenta del verdadero significado de su supervivencia. Él regresa a la ciudad que juró proteger, Kahn no se había percatado de este kombatiente y es puesto fuera de combate. Stryker derrota al Emperador y salva el planeta entero. El caos que consumió la ciudad en las horas antes de la Invasión se han ido.

## Recepción
El personaje se ha encontrado con una recepción mixta persistente desde su debut en MK3. En 2008, GameDaily clasificó a Stryker como el noveno personaje de juego de lucha más extraño, llamándolo "una broma" y comparándolo con el actor Steven Seagal. Game Informer incluyó al "perdedor que empuñaba armas" entre los personajes que no querían aparecer en el juego de reinicio de 2011. Ryan Aston de Topless Robot calificó a Stryker en su lista de personajes de la serie de 2011 "que son ridículos incluso para los estándares de Mortal Kombat", considerándolo "completamente extraño" porque su apariencia y armamento "totalmente normales" contrastan con los de los otros personajes. Dustin Quillen de 1UP.com citó a Stryker entre "The Top Times Mortal Kombat Went Wrong" en 2012, opinando que el personaje no "pertenecía a ningún lugar en la serie en absoluto" debido a su falta de habilidades sobrenaturales.
A pesar de todas las críticas que recibió, Stryker se ubicó en el 18° lugar en la lista de UGO de los 50 mejores personajes de Mortal Kombat en 2012. Ese mismo año, Complex lo incluyó como el sexto personaje de Mortal Kombat más subestimado: "Él tiene un odio injustificado por ser tan normal, pero esa es la razón por la que lo apreciamos". Den of Geek clasificó a Stryker en el decimosexto puesto en su clasificación de 2015 de los 64 personajes jugables de la franquicia, citando su puñetazo de Mileena en Armageddon abriendo la secuencia cinemática y la representación del personaje de Perlman: "Él realmente se convirtió en algo que valía la pena preocuparse por el reinicio, de donde salió como un simpático e insatisfecho inteligente". En 2010, la revista Play enumeró a Stryker como uno de los personajes que querían para el reinicio de 2011, Robert Naytor de Hardcore Gaming 101 elogió a Stryker en el reinicio por ser "tan rudo" y "lo más parecido a John McClane en un juego de lucha". Su final en el reinicio de 2011, en el que se niega a permitir que Johnny Cage lo juegue en una película biográfica después de su victoria sobre Shao Kahn y la posterior bienvenida del héroe.